# Valeurs à turban
Les valeurs à turban désignent au XIXe siècle les titres des sociétés turques et tunisiennes cotées à la Bourse de Paris et qui bénéficient d'un fort engouement des investisseurs, malgré les risques géopolitiques.

## Histoire
Le processus d'endettement de l'Empire ottoman découlant de la guerre de Crimée engendre des besoins financiers importants et l'engouement des épargnants britanniques et français pour les « valeurs à turban ».
Les difficultés financières ne font pas reculer les spéculateurs. En Tunisie, dès 1869, les emprunts contractés par la régence auprès de tous les banquiers portent sa dette à un total de 275 millions de francs ; le service absorbe la somme de 35 millions de francs, somme supérieure à la totalité des impôts tunisiens.
Cet engouement produit la crise financière ottomane de 1876, le gouvernement cessant de payer à ses créanciers les intérêts des emprunts contractés en Europe. Le conflit militaire entre la Russie et l'Empire ottoman s'achève par la défaite de ce dernier et inquiète les investisseurs car il refuse de signer le protocole élaboré à Londres par les grandes puissances. En un mois, l'emprunt public français de référence perd quatre points, l'italien six points et le russe dix points.
Les plus touchés sont les investisseurs français, qui détiennent 40 % des créances, contre 29 % pour les investisseurs britanniques. Parmi les conséquences figurent l'insurrection bulgare d'avril 1876, le traité du Bardo, signé entre le bey de Tunis et le gouvernement français le 12 mai 1881 et qui instaure le protectorat de la France sur la Tunisie, et la mise sous tutelle d'Abdülaziz par l'ambassadeur russe Nikolaï Pavlovitch Ignatiev qui amène les réformateurs turcs, conduits par Midhat Pacha, à obliger le sultan à renvoyer son grand vizir Mahmoud Nedim Pacha, puis à abdiquer en faveur de son neveu Mourad le 30 mai 1876.

## Exemples
- Régie co-intéressée des tabacs de l'empire ottoman, fondée en 1884
- Banque impériale ottomane, fondée en 1863
- Société impériale des chemins de fer de la Turquie d'Europe
- Banque franco-égyptienne
- obligations ottomanes
- obligations égyptiennes
- obligations tunisiennes